# Greg Foster (atleta)
Greg Foster (Chicago, 4 de agosto de 1958-Maywood, Illinois, 19 de febrero de 2023) fue un atleta estadounidense, especializado en la prueba de 110 m vallas en la que llegó a ser tres veces campeón del mundo —Helsinki 1983, Roma 1987 y Tokio 1991—.

## Carrera deportiva
En los JJ. OO. de Los Ángeles 1984 ganó la medalla de plata en los 110 metros vallas, con un tiempo de 13.23 segundos, llegando a meta tras su compatriota Roger Kingdom que con 13.20 segundos batió el récord olímpico, y por delante del finlandés Arto Bryggare (bronce con 13.40 segundos).

## Vida personal y fallecimiento
Desde 2015 hasta enero de 2020, Foster padeció amiloidosis, una enfermedad rara y potencialmente mortal que daña considerablemente el corazón. Foster falleció el 19 de febrero de 2023, a la edad de 64 años.